# Гудима Володимир Ярославович
Володи́мир Яросла́вович Гуди́ма (нар. 20 липня 1990, Львів) — український футболіст, нападник.

## Біографія

### Клубна кар'єра
У 2003—2007 роках виступав у ДЮФЛ за львівські «Карпати», в липні 2007 року грав у турнірі за УФК. 10 квітня 2007 року дебютував у «Карпатах-2» у Другій лізі України в домашньому матчі проти тернопільської «Ниви» (1:1): Гудима вийшов на 56 хвилині замість Назара Химича. Усього за «Карпати-2» у Другій лізі він зіграв 48 матчів та забив 6 голів. У сезоні 2009/2010 разом із дублем «Карпат» став переможцем молодіжної першості України.
В основному складі «Карпат» дебютував 5 травня 2010 року в домашньому матчі проти криворізького «Кривбаса» (0:2): Гудима вийшов на 77 хвилині замість Олександра Гурулі. Улітку 2010 року остаточно переведений до основного складу «Карпат». 1 серпня 2010 року у виїзному матчі проти луганської «Зорі» (2:2) Володимир Гудима зміг заробити пенальті та також забити сам на 26 хвилині у ворота Ігоря Шуховцева. Пізніше він визнаний найкращим гравцем матчу за опитуванням на офіційному сайту «Карпат». 19 серпня 2010 року дебютував у єврокубках у виїзному матчі кваліфікації Ліги Європи проти турецького «Галатасарая» (2:2): Гудима вийшов на 65 хвилині замість Дениса Кожанова. Після матчу головний тренер «Карпат» Олег Кононов похвалив гру Володимира. За підсумками двох зустрічей «Карпати» змогли пробитися у груповий раунд Ліги Європи, де посіли останнє 4-те місце у своїй групі, поступившись дортмундській «Боруссії», «Севільї» та «Парі Сен-Жермену». Гудима зіграв у 3 іграх групового етапу.
Проте, протягом усього періоду виступів за «левів» виходив на поле досить рідко.
У серпні 2014 року став гравцем «Ниви» (Тернопіль).
У лютому 2015 року підписав контракт із клубом Першого дивізіону чемпіонату Польщі — «Хробри» (Глогув). На початку грудня 2016 року офіційно залишив польську команду.

### Кар'єра в збірній
Уперше тренерським штабом молодіжної збірної України (U-16) Володимир Гудима був запрошений у команду у 2006 році. Із 2006 по 2007 рік виступав за юнацьку збірну України до 16 та 17 років, за які зіграв 14 матчів. За юнацьку збірну до 19 років він провів 4 матчі.
За молодіжну збірну до 21 року він зіграв 5 матчів та забив 1 гол. Разом зі збірною він узяв участь у турнірі пам'яті Валерія Лобановського в серпні 2010 року, де Україна посіла 3-є місце.

## Досягнення
- Переможець молодіжного чемпіонату України: 2009/2010